# Ouahat Sidi Brahim
Ouahat Sidi Brahim (franska: Ouahat Sidi Brahim (CR), Ouahat Sidi Brahim (Commune Rurale), arabiska: المنابهة) är en kommun i Marocko.   Den ligger i prefekturen Marrakech och regionen Marrakech-Safi, i den centrala delen av landet, 280 km söder om huvudstaden Rabat. Antalet invånare är 13 410.